# هلمار مولر
هلمار مولر (آلمانی: Helmar Müller؛ زادهٔ ۱۱ اوت ۱۹۳۹) دونده سرعت اهل آلمان بود.